# Amanda Diniz
Amanda Diniz é uma atriz brasileira, mora em Duque de Caxias e participa de campeonatos de Jiu Jitsu.

## Filmografia

### Televisão
| Período | Título                   | Personagem     | Nota(s)               | Ref   |
| ------- | ------------------------ | -------------- | --------------------- | ----- |
| 2006    | Sítio do Picapau Amarelo | Narizinho      |                       | [ 1 ] |
| 2012    | Rei Davi                 | Merabe (jovem) | 1ª fase da minissérie | [ 2 ] |

### Cinema
| Ano  | Filme           | Personagem | Ref   |
| ---- | --------------- | ---------- | ----- |
| 2010 | Sonhos Roubados | Daiane     | [ 1 ] |

## Prêmios e indicações
| Ano  | Prêmio                           | Categoria               | Trabalho indicado         | Resultado | Ref   |
| ---- | -------------------------------- | ----------------------- | ------------------------- | --------- | ----- |
| 2010 | Brazilian Film Festival of Miami | Prêmio Especial do Júri | Daiane em Sonhos Roubados | Venceu    | [ 3 ] |